# آرتور خاچاطریان
آرتور لئونی خاچاتریان (Արթուր Լեւոնի Խաչատրյան؛ زادهٔ ۱۷ ژوئیهٔ ۱۹۷۲در ایروان) سیاست‌مدار اهل ارمنستان که از ماه مه تا اکتبر ۲۰۱۸ در کابینه نیکول پاشینیان به عنوان وزیر کشاورزی خدمت نمود و پیش از آن نیز بین سال‌های ۲۰۱۷ تا ۲۰۱۸ فرماندار استان شیراک بود.

## یادداشت
1. ↑  Հովսեփ Կորյունի Սիմոնյան